# Olga Zołotariowa
Olga Zołotariowa, ros. Ольга Золотарёва (ur. 1 listopada 1961) – rosyjska lekkoatletka specjalizująca się w biegach sprinterskich. W czasie swojej kariery reprezentowała Związek Socjalistycznych Republik Radzieckich.

## Kariera
W 1981 wystąpiła w reprezentacji ZSRR w rozegranym w Rzymie finale Pucharu Świata, zajmując w biegu sztafetowym 4 x 100 metrów III miejsce. W tym samym roku zdobyła w Bukareszcie srebrny medal w biegu na 100 metrów w letniej uniwersjadzie (z czasem 11,51; za Beverley Goddard). W 1986 zdobyła w Stuttgarcie brązowy medal mistrzostw Europy w biegu sztafetowym 4 x 100 metrów (wspólnie z Antoniją Nastoburko, Natalją Bocziną oraz Mariną Żyrową). Również w 1986 zajęła, wspólnie ze sprinterkami radzieckim, II miejsce w sztafecie 4 x 100 metrów podczas Igrzysk Dobrej Woli w Moskwie.

## Osiągnięcia
Rekordy życiowe:
- bieg na 60 metrów (hala) – 7,16 – Moskwa 25/02/1989
- bieg na 100 metrów – 11,20 – Moskwa 07/06/1987
- bieg na 200 metrów – 22,80 – Soczi 20/05/1984
- bieg na 200 metrów (hala) – 23,43 – Moskwa 15/02/1987